# Franciszek Jop
Franciszek Jop (ur. 8 października 1897 w Słupi Starej, zm. 23 września 1976 w Opolu) – polski duchowny rzymskokatolicki, biskup pomocniczy sandomierski w latach 1946–1952, wikariusz kapitulny archidiecezji krakowskiej w latach 1952–1956, delegat Prymasa Polski z uprawnieniami biskupa rezydencjalnego w Opolu w latach 1956–1967, administrator apostolski w Opolu w latach 1967–1972, biskup diecezjalny opolski w latach 1972–1976.

## Życiorys
Urodził się w rodzinie chłopskiej. Jego ojcem był Jan Jop, a matką Rozalia Karbowniczek. Studiował w Sandomierzu, gdzie 29 sierpnia 1920 przyjął święcenia kapłańskie z rąk biskupa Mariana Ryxa. Kontynuował studia w Warszawie i Rzymie. Pracował w kurii biskupiej w Sandomierzu, w 1943 otrzymał godność kanonika kapituły katedralnej.
24 października 1945 został mianowany biskupem pomocniczym diecezji sandomierskiej ze stolicą tytularną Daulia. Sakry udzielił mu 19 maja 1946 biskup Jan Kanty Lorek. 26 kwietnia 1951 został wyznaczony na rządcę części archidiecezji wrocławskiej z siedzibą w Opolu, ale nie mógł objąć obowiązków wobec sprzeciwu władz państwowych. W czasie internowania biskupa Eugeniusza Baziaka w latach 1952–1956 zarządzał archidiecezją krakowską jako wikariusz kapitulny. 1 grudnia 1956 został delegatem prymasa Polski w Opolu z uprawnieniami biskupa rezydencjalnego. Ingres do prokatedry opolskiej odbył 16 grudnia 1956. 25 maja 1967 został mianowany administratorem apostolskim ad nutum Sanctae Sedis w Opolu, a 28 czerwca 1972 – pierwszym biskupem diecezjalnym diecezji opolskiej, utworzonej przez papieża Pawła VI.
Brał udział we wszystkich sesjach soboru watykańskiego II, w Polsce koordynował reformy liturgiczne soboru. Wchodził w skład Rady Głównej Episkopatu Polski. Zasłużył się dla rozwoju życia narodowego i religijnego na Opolszczyźnie. Udzielił święceń kapłańskich m.in. późniejszemu biskupowi opolskiemu Alfonsowi Nossolowi, a sakry biskupiej Antoniemu Adamiukowi (biskupowi pomocniczemu opolskiemu). Był również współkonsekratorem biskupa Karola Wojtyły.